# Роща (Московская область)
Роща — деревня в Наро-Фоминском районе Московской области, входит в состав сельского поселения Волчёнковское. Численность постоянного населения по Всероссийской переписи 2010 года — 18 человек, в деревне числятся 4 садовых товарищества. До 2006 года Роща входила в состав Назарьевского сельского округа.
Деревня расположена в юго-западной части района, на левом берегу малой речки Березовка (приток реки Ильятенка), примерно в 15 км к востоку от города Верея, высота центра над уровнем моря 186 м. Ближайшие населённые пункты — Смолино на противоположном берегу реки и Семидворье — в 1,2 км на север.